# 明政 (大理)
明政（969年—985年）是大理国皇帝段素順的年号，共计17年。
年號名稱，雲南文獻有的作「明正」，有的作「明政」。根據《大理國三十七部會盟碑》銘文可知，年號是「明政」。
起訖年，方詩銘、李家瑞、李崇智、王雲、黃德榮皆作969年－985年，段玉明作969年－986年。

## 年號及改元出處
- 倪輅《南詔野史》：「宋太祖開寶二年（969）即位，改元明正。……在位十七年卒。」
- 胡蔚《增訂南詔野史》：「宋太祖乙巳開寶二年（969）即位。明年（970），改元明政。……太宗乙酉雍熙二年（985），素順卒，在位十六年。」
- 王崧《雲南備徵志》：「宋太祖開寶二年（969）即位，改元明正。……在位十七年薨。」
- 諸葛元聲《滇史》：「段氏五世素順，開寶二年己巳（969）立，改元明政。……素順在位十七年卒。」
- 楊慎《滇載記》：「素順以宋太祖建隆四年（963）立。……素順十七年，改元明正。」
- 倪蛻《滇雲歷年傳》：「開寶二年（969），段素順立，改元明正。」
- 馮蘇《滇考》：「素順在位十七年，改元明政。……太宗雍熙二年（985）卒。」
- 《白古通記淺述》：「開寶二年（969）即位，改元明正。……在位十七年薨。」
- 《大理國三十七部會盟碑》：「明政三年歲次辛未。」

## 纪年對照表
| 明政 | 元年   | 二年   | 三年   | 四年   | 五年   | 六年   | 七年   | 八年  | 九年  | 十年  |
| ---- | ------ | ------ | ------ | ------ | ------ | ------ | ------ | ----- | ----- | ----- |
| 公元 | 969年  | 970年  | 971年  | 972年  | 973年  | 974年  | 975年  | 976年 | 977年 | 978年 |
| 干支 | 己巳   | 庚午   | 辛未   | 壬申   | 癸酉   | 甲戌   | 乙亥   | 丙子  | 丁丑  | 戊寅  |
| 明政 | 十一年 | 十二年 | 十三年 | 十四年 | 十五年 | 十六年 | 十七年 |       |       |       |
| 公元 | 979年  | 980年  | 981年  | 982年  | 983年  | 984年  | 985年  |       |       |       |
| 干支 | 己卯   | 庚辰   | 辛巳   | 壬午   | 癸未   | 甲申   | 乙酉   |       |       |       |

## 同期存在的其他政权年号
- 中國
  - 開寶（968年－976年）：北宋－宋太祖趙匡胤之年號
  - 太平興國（976年－984年）：北宋－宋太宗趙匡義之年號
  - 雍熙（984年－987年）：北宋－太宗趙匡義之年號
  - 天會（957年－973年）：北漢－劉鈞、劉繼恩、劉繼元之年號
  - 廣運（974年－979年）：北漢－劉繼元之年號
  - 大寶（958年－971年）：南漢－劉鋹之年號
  - 應曆（951年－969年）：遼－遼穆宗耶律璟之年號
  - 保寧（969年－979年）：遼－遼景宗耶律賢之年號
  - 乾亨（979年－983年）：遼－遼景宗耶律賢、契丹－遼聖宗耶律隆绪之年號
  - 統和（983年－1012年）：契丹－遼聖宗耶律隆绪之年號
  - 天尊（967年－977年）：于闐－尉遲蘇拉之年號
  - 中興（978年－985年）：于闐－尉遲達磨之年號
  - 元興（976年－？）：定安國－烏元明之年號
- 越南
  - 太平（970年－980年）：丁朝－丁部領、丁璿之年號
  - 天福（980年－988年）：前黎朝－黎桓之年號
- 日本
  - 安和（968年－970年）：冷泉天皇與圓融天皇之年号
  - 天祿（970年－973年）：圓融天皇之年号
  - 天延（974年－976年）：圓融天皇之年号
  - 貞元（976年－978年）：圓融天皇之年号
  - 天元（978年－983年）：圓融天皇之年号
  - 永觀（983年－985年）：圓融天皇與花山天皇之年号